# Tuparendi
Tuparendi – miasto i gmina w Brazylii, w stanie Rio Grande do Sul. Znajduje się w mezoregionie Noroeste Rio-Grandense i mikroregionie Santa Rosa.